# Nepenthes northiana
Espèce
Classification phylogénétique
Répartition géographique
Statut de conservation UICN

 VU B1+2e : Vulnérable
Statut CITES
Nepenthes northiana est une espèce de plantes à fleurs du genre Nepenthes (les népenthès) et de la famille des Nepenthaceae. C'est une plante carnivore qui est endémique de Bornéo. Elle a été découverte à Bornéo par Marianne North dans la forêt aux alentours du village de Bau et peinte par elle-même. Joseph Dalton Hooker l'a décrite en 1881 et l'a dénommée en l'honneur de Miss North. C'est une espèce considérée comme vulnérable par l'UICN.

## Description
Cette plante vivace épiphyte se présente sous la forme de lianes sempervirentes pourvant atteindre quatre mètres de longueur en moyenne et parfois dix mètres et 15 mm de diamètre. Ses feuilles coniques plus ou moins glabres mesurent jusqu'à 36 cm de longueur et 20 cm de largeur. Elles sont d'apparence parcheminée. Les limbes sont oblongs ou ovales avec un apex pointu. Ses urnes membraneuses présentent un dimorphisme marqué: les urnes inférieures qui sont en forme d'urne renflée possèdent un grand opercule relevé en dessus, alors que celui des urnes supérieures qui sont en forme d'entonnoir, est plus petit et plus large.

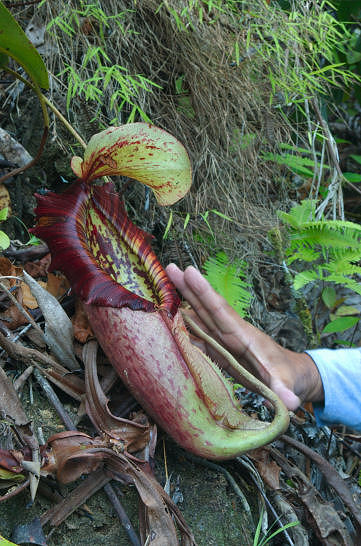
Urne inférieure.
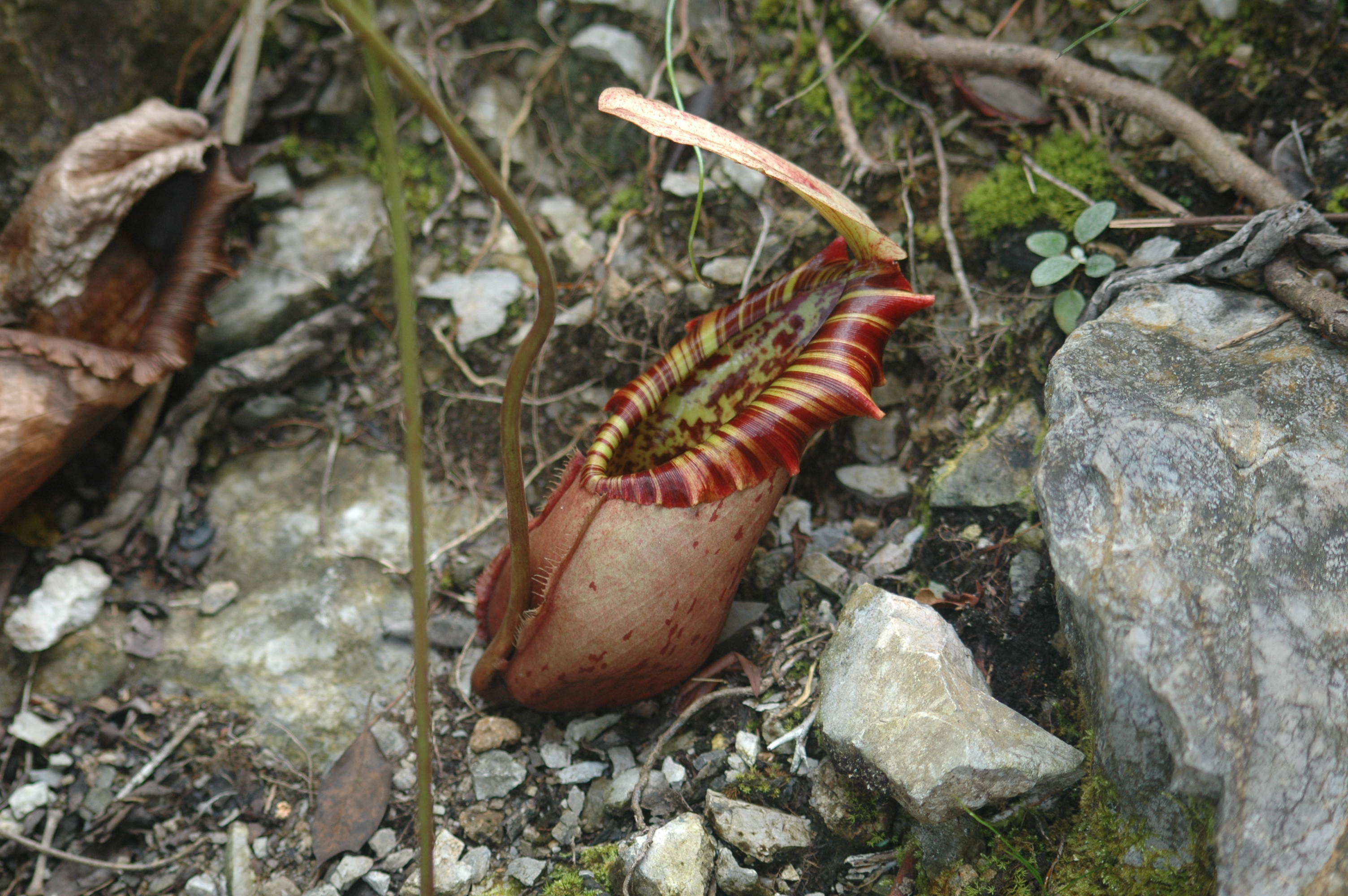
Urne inférieure.

Les urnes inférieures et les urnes supérieures se caractérisent par un péristome dont l'anneau est très retombant et légèrement penché en arrière. Il est de couleur pourpre strié de bandes jaunes radiales. Leur bouche est presque verticale avec un intérieur jaune tacheté de pourpre. Ces urnes peuvent atteindre 43 cm et sont les plus grosses de leur genre.
Ses fleurs dioïques et insignifiantes se présentent en panicules mesurant jusqu'à 70 cm de longueur. Elles possèdent quatre pétales de couleur rouge.

## Habitat et distribution
Nepenthes northiana est endémique de la région de Kutching à la pointe occidentale de l'État de Sarawak, particulièrement dans les collines entourant le village de Bau, jusqu'à 500 mètres d'altitude, croissant dans les substrats argileux. Cette espèce croît dans des sites exposés de falaises argileuses verticales sujets à des suintements d'eau permanents. Elle se rencontre moins fréquemment dans les forêts secondaires recouvrant les collines de la région. L'exploitation de carrières menace l'habitat de cette espèce qui est considérée comme vulnérable, ainsi que les cueillettes illégales.

## Histoire botanique
Nepenthes northiana a été portée à la connaissance de la communauté scientifique grâce à l'illustration qu'en a faite Marianne North après l'avoir découverte dans les collines environnant le village de Bau à l'ouest de l'île de Bornéo. L'horticulteur Harry Veitch, propriétaire de la firme Veitch & Sons, envoie Charles Curtis pour récolter des spécimens de cette espèce inconnue et rapporter des graines en Angleterre. Le spécimen type est récolté en 1876 dans l'actuel État de Sarawak, près de Jambusan et expédié aux jardins royaux de Kew. Il est décrit par la suite par Hooker en 1881. Dans ses Mémoires intitulés Recollections of a Happy Life, dont la première édition est illustrée en couverture par Nepenthes northiana, l'exploratrice relate ainsi sa découverte:
« M. E. [Everett] est parti explorer une montagne aux alentours et m'a rapporté de magnifiques spécimens de lianes de la plante carnivore la plus grande de toutes que j'ai disposés sur la balustrade du balcon. J'en ai peint la plus grande et ce tableau a incité M. Veitch à envoyer un collecteur pour en rapporter les graines, dont il a ensuite cultivé des individus. Sir Joseph Hooker a baptisé cette espèce Nepenthes northiana. Les urnes de cette plante carnivore mesurent souvent un pied de longueur et sont abondamment recouvertes de taches de couleur pourpre. »
The Gardeners' Chronicle rapporte encore en 1896:
« Le spécimen que Miss North a illustré a été collecté par M. Herbert Everett de la Borneo Company qui a traversé des forêts impénétrables infestées de serpents et de sangsues pour le trouver et l'apporter à l'artiste. Seulement ceux - écrit Miss North -  qui ont pu se rendre en de tels lieux peuvent comprendre les difficultés à y pénétrer. Les spécimens poussaient sur les branches d'un arbre à mille pieds au-dessus du niveau de la mer sur les montagnes argileuses du Sarawak. Lorsque je les ai reçus, je les ai disposés en festons tout autour de la véranda. J'ai pesté car je n'avais qu'une demi-feuille de papier pour les dessiner. »
Cette illustration est présentée aujourd'hui au public à la collection de la Marianne North Gallery des jardins de Kew.

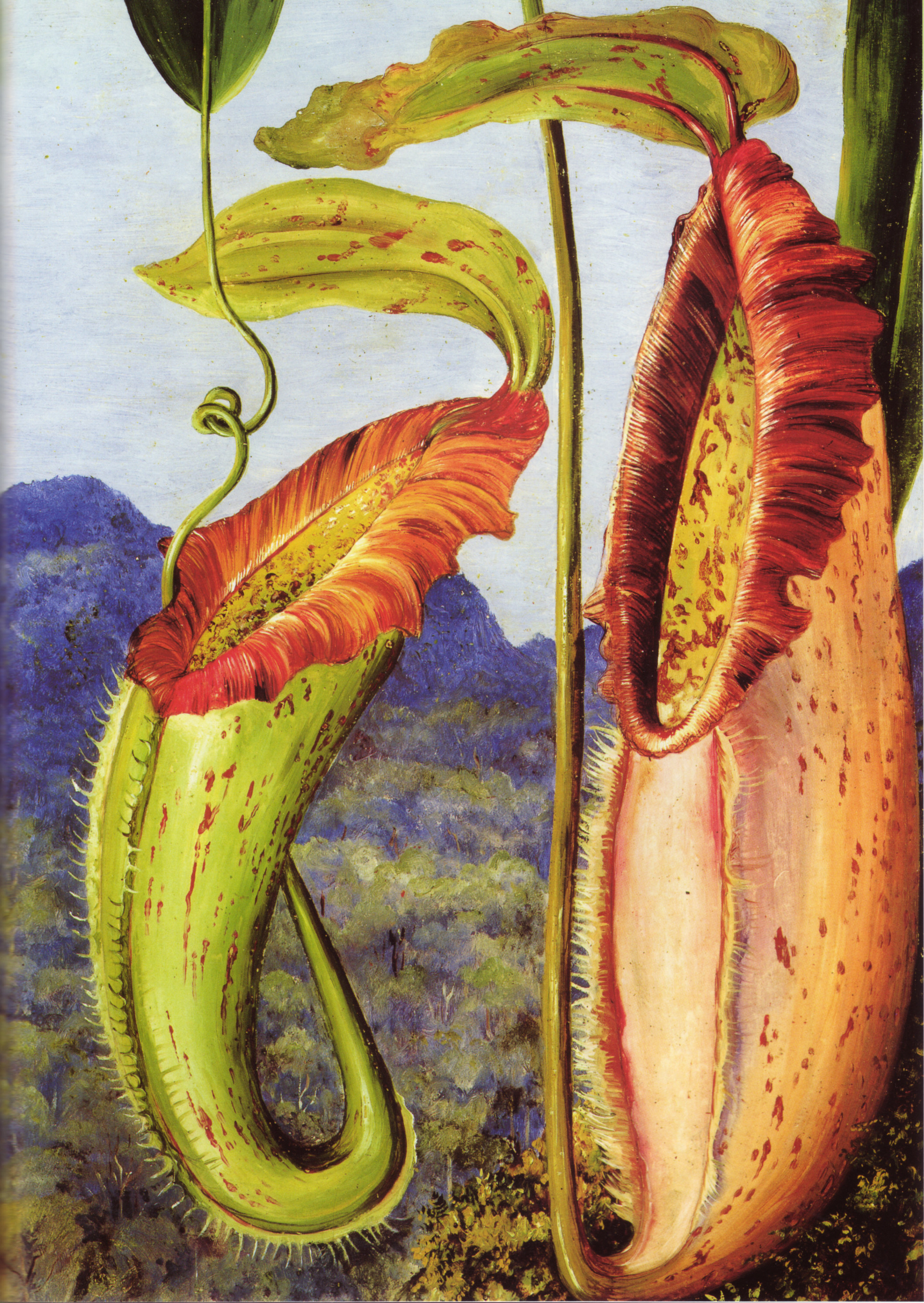
Illustration de Nepenthes northiana par Marianne North

Dans les décennies suivant cette découverte, Nepenthes northiana a fait l'objet de nombreuses publications botaniques. Frederick William Burbidge, dans un article paru en 1882 dans The Gardeners' Chronicle, émet l'hypothèse qu'il s'agit d'un hybride naturel entre Nepenthes sanguinea et Nepenthes veitchii, mais cette hypothèse est invalidée par la suite, car les botanistes s'aperçoivent que N. sanguinea est absente de Bornéo. En 1884, Eduard von Regel, directeur du jardin botanique impérial de Saint-Pétersbourg, publie un court article dans Gartenflora, puis Günther von Mannagetta und Lërchenau Beck décrit en 1895
Nepenthes spuria dans sa monographie intitulée « Die Gattung ''Nepenthes'' », mais ce taxon est déclaré nomen illegitimum et considéré désormais comme synonyme de Nepenthes northiana.
Les études taxonomiques de cette espèce reprennent de l'importance en 1908, lorsque John Muirhead Macfarlane effectue une révision du genre Nepenthes dans sa monographie intitulée « Nepenthaceae » dans laquelle il propose une description amendée de l'espèce. Nepenthes decurrens, décrite en 1925 par Macfarlane, est désormais considérée comme synonyme hétérotypique de Nepenthes northiana,.

## Source
- (en) Cet article est partiellement ou en totalité issu de l’article de Wikipédia en anglais intitulé « Nepenthes northiana » (voir la liste des auteurs).